# 三好暁光
三好暁光（三好曉光、みよし あきみつ、1930年5月10日 - 2007年5月5日）は、日本の精神病理学者。京都大学名誉教授。

## 人物・来歴
京都生まれ。1956年京都大学医学部医学科卒業。1965年「Psilocybin実験精神病の精神病理学的研究」で京都大学より医学博士の学位を取得。京都大学保健管理センター教授、教育学部・研究科教授、1994年定年退官、名誉教授。

## 著書
- 『描画と病跡 精神療法のために 三好曉光論文集』新宮一成編. ライフメディコム, 2012.2
- 『沈黙と響き 1 (心理臨床と精神医学の架け橋) 』三好曉光記念プロジェクト委員会 編. 創元社, 2013.3
- 『沈黙と響き 2 (心の病と創造への道)』三好曉光記念プロジェクト委員会 編. 創元社, 2014.5

### 共編著
- 『パーソナリティ』 (臨床心理学大系 第2巻) 小川捷之,詫摩武俊共編集. 金子書房, 1990
- 『臨床心理学 第2巻 アセスメント』氏原寛共編 創元社, 1991.10
- 『精神医学と哲学』編. 金剛出版, 1993.2

### 翻訳
- M.A.セシュエー『分裂病の精神療法 象徴的実現への道』みすず書房, 1974
- イヴ・ペリシエ『精神医学の歴史』 (文庫クセジュ) 白水社, 1974
- ジャック・ラカン『エクリ 2』佐々木孝次,早水洋太郎共訳. 弘文堂, 1977.12
- ジゼラ・パンコフ『身体像の回復』(現代精神分析双書）岩崎学術出版社, 1977.8
- M.A.セシュエー『象徴的実現 分裂病少女の新しい精神療法』橋本やよい共訳. みすず書房, 1986.1

### 記念論文集
- 『青年期、美と苦悩 三好暁光教授還暦記念論文集』大東祥孝,松本雅彦,新宮一成,山中康裕編. 金剛出版, 1990.5
- 『身体像とこころの癒し 三好暁光教授退官記念論文集』山中康裕, 岡田康伸編. 岩崎学術出版社, 1994.3